# Centaurea
Centaurea es un género de plantas herbáceas de la familia Asteraceae, uno de los más diversificados de la familia, ya que comprende unos 925 taxones específicos (735) e infraespecíficos (190) aceptados  —de los más de 3350-3900 descritos—. Algunas de ellas son cultivadas como ornamentales en jardines como por ejemplo Centaurea scabiosa, o incluso algunas son utilizadas como medicinales como el aciano (Centaurea cyanus).

## Descripción

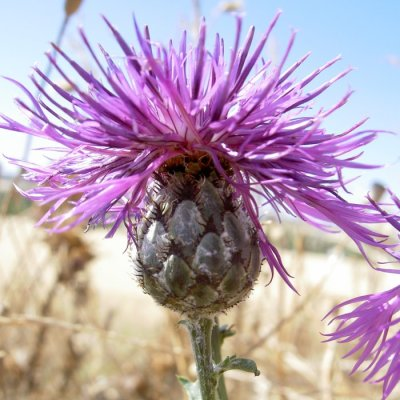
Centaurea scabiosa

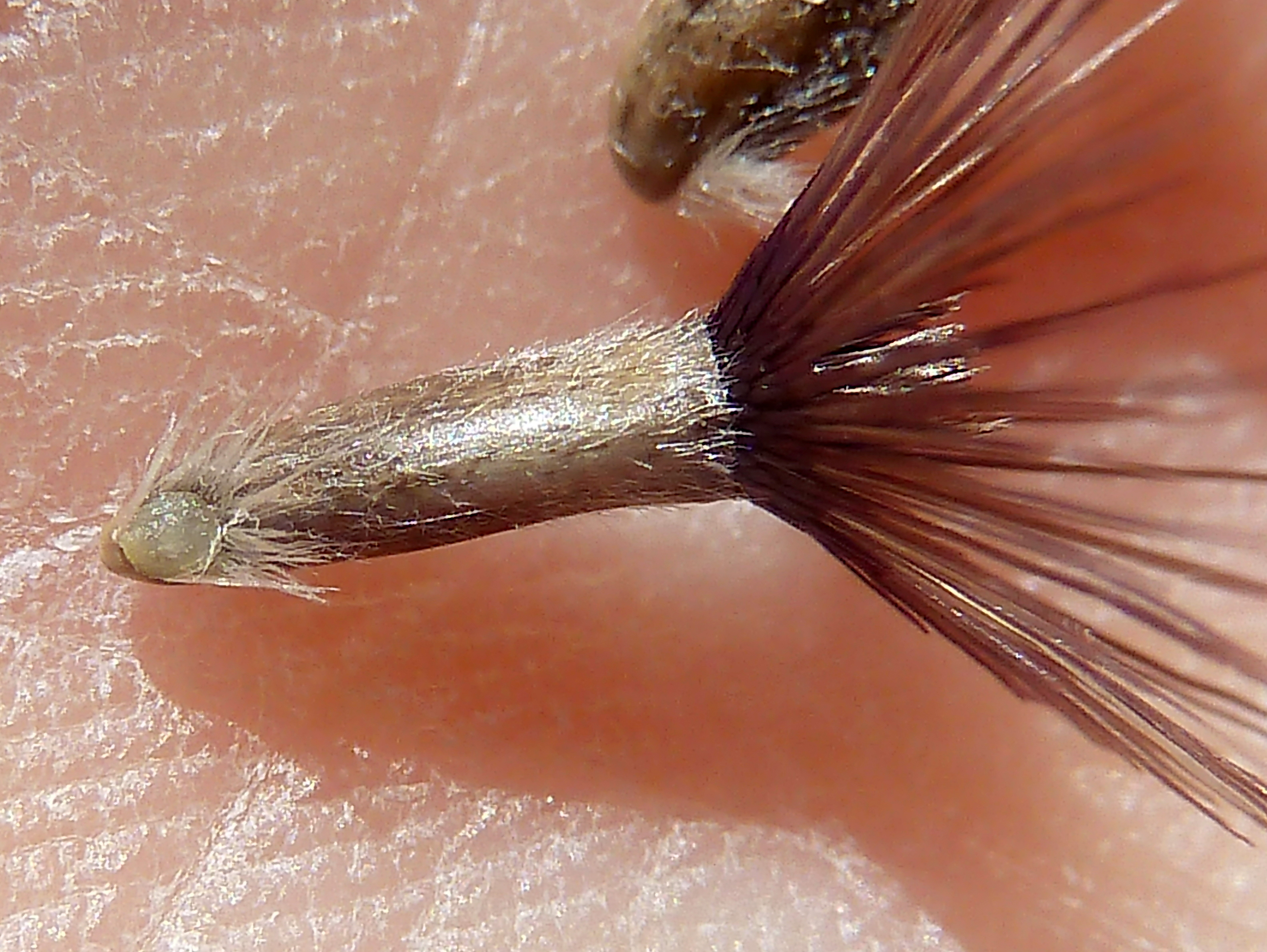
Detalle de una cipsela suelta de Centaurea saxicola con un vilano de pelos rígidos rodeando el hilo cárpico y con elosoma

Son plantas herbáceas o subarbustivas anuales, bienales o perennes, con tallos alados o no, simples o algo ramificados aunque a veces pueden ser acaules.  
Las hojas —en roseta y más o menos pecioladas en las especies acaules— se organizan frecuentemente en roseta en la base, las caulinares inferiores pecioladas y las superiores sentadas, decurrentes o no. Son enteras, dentadas, sinuado-dentadas, pinnatífidas, pinnatipartidas o pinnatisectas, rarísima vez con margen espinosos. Los capítulos son terminales o axilares, solitarios, agrupados u organizados en inflorescencias paniculiformes o corimbiformes sésiles o pedunculadas, ocasionalmente rodeados de hojas involucrales. El involucro es cilíndrico, fusiforme, ovoide o globoso con 3-9 series de brácteas imbricadas, las externas y medias con un apéndice apical escarioso, coriáceo, de forma extremadamente variada, ocasionalmente una espina apical punzante de erecto-patente hasta reflexo, las internas a menudo sin apéndice o muy diferente de las anteriores y casi siempre inermes. Delimitan un receptáculo generalmente plano, ligeramente cóncavo o convexo, alveolado, con páleas setáceas a menudo caedizas. Los flósculos pueden ser todos todos hermafroditas o los centrales hermafroditas y los  periféricos estériles (con o sin estaminodios) y casi siempre más grandes que los centrales. La corola es pentámera, pero también trímera o tetrámera, en los flósculos externos, a veces algo cigomorfa, de color rosado, blanquecino, purpúreo, violeta, de color crema, amarillo, anaranjado, amarillento o azul. Las cipselas son homomorfas, obovoides, lisos o acostillados longitudinalmente, glabras o vilosas-seríceas, truncados en el ápice por una placa apical plana, de borde entero y con un nectario persistente central. El hilo cárpico es lateral, con o sin eleosoma y puede estar rodeado de un denso penacho de pelos rígidos erectos. El vilano, casi siempre presente, es persistente, rara vez simple y más generalmente doble: el externo con varias filas de setas planas, serradas, erectas o erecto-patentes, y el interno con una sola fila de setas mucho más pequeñas, erectas y más o menos conniventes.
Dispersión de los propágulos
La presencia de un eleosoma, frecuente en muchas especies del género, es un factor esencial —pero no determinante— para la dispersión exozoócora de las semillas por las hormigas (mirmecocoria), en un buen ejemplo de mutualismo biológico. La presencia de dicho eleosoma se ha interpretado como una suplencia a la reducción del vilano, que, por su tamaño reducido, ya no tiene función anemócora.

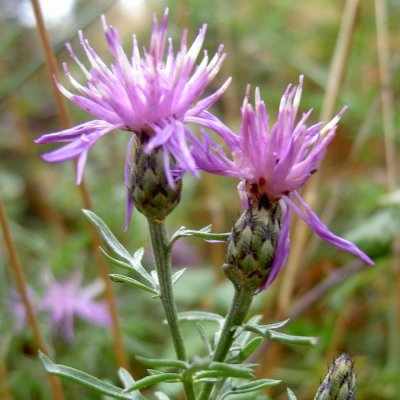
Centaurea limbata

## Distribución
Las especies del género están, en su mayor parte, distribuidas por la región Mediterránea y el sudoeste de Asia, aunque algunas se extienden también por el resto de Europa y África. Numerosas especies (unas 40) fueron introducidas en Norteamérica (donde localmente se extendieron de forma invasiva incontrolable), mientras unas pocas eran supuestamente nativas de Estados Unidos pero, con la redefinición reciente del género Centaurea, fueron transferidas u otros géneros (Plectocephalus) , aunque una (Centaurea trichocephala), ya erradicada por invasiva, parece que sí lo era, pero su presencia, actual y exclusiva, en las praderas de Ucrania y zonas limítrofes de Rusia permite plantear una duda razonable sobre su origen real. Un puñado de especies puramente nativas parece existir en Sudamérica, en particular en Chile, (Centaurea chilensis, Centaurea atacamensis, Centaurea cachinalensis, Centaurea floccosa, Centaurea bulbosa, Centaurea gayana, Centaurea monocephala), donde al igual que en Australia pueden encontrarse también especies invasoras de origen euroasiático como Centaurea diffusa, Centaurea melitensis o Centaurea calcitrapa, que causan graves perjuicios a las explotaciones agrícolas.

## Fitoquímica

### Flavonoides
Varias especies de Centaurea presentan una gran diversidad de flavonoides, tales como la taxifolina, kaempferol, quercetina, 6-metoxikaempferol, crisoeriol, patuletina, baicaleína, cirsimaritina, calicopteretina, hispidulina, apigenina y eriodictiol  
Se han reportado flavonoides específicos de esta especie, tales como las centaflavonas, la centaureatina  (ambas de C. senegalensis), la ladaneina de C. clementi    y el centaurósido, un 3-O-(6-O-Succinoil-β-D-glucopiranósido) de la cianidina 
|                |               |           |
| Centauflavonas | Centaureatina | Ladaneína |

|                |                 |           |
| Quercetagenina | Calicopteretina | Apigenina |

### Poliacetilenos

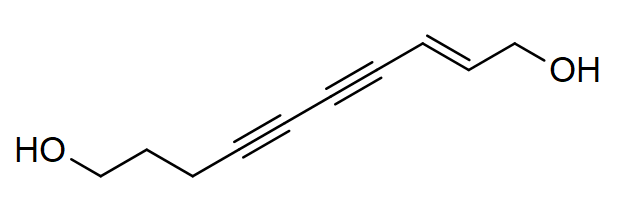
2-Deceno-4,6-diino-1,10-diol

Como en varias especies de Asteraceae, se han reportado varios compuestos poliénicos y poliacetilénicos cuyo origen más plausible es a partir de ácidos grasos poliinsaturados. Diversos estudios han mostrado la presencia de estos componentes:  
1-Heptadeceno, (7E,9E,15E)-1,7,9,15-heptadecatetraeno-11,13-diino, (Z)-1,8-heptadecadieno; 7,9-heptadecadieno-11,13,15-triinal, (8Z,11Z,14Z)-1,8,11,14-heptadecatetraeno, (3Z,6ξ,7E,9Z)-3,7,9,16-heptadecatetraen-6-ol, 7,9,15-heptadecatrieno-11,13-diinal, (6E,8E,14E)-6,8,14-hexadecatrieno-10,12-diin-1-ol, 5,7,13-pentadecatriene-9,11-diin-1-ol de C. scabiosa 
(8Z,15E)-8,15-Heptadecadieno-11,13-diinal, (9Z,16E)-9,16-octadecadieno-12,14-diinal, 7,9,11,13-hexadecatetraen-1-al, 6,8,10,12-pentadecatetraenal, 8,10,12,14-heptadecatetraen-1-al, (5E,7E)-5,7-pentadecadieno-9,11,13-triinal de C. deusta 
Diacetato de (2E,8E,10E,14R)-2,8,10-heptadecatrieno-4,6-diino-1,14-diilo  de C. montana 
(7E,9E)-1,7,9-Heptadecatrieno-11,13,15-triino, (7Z,14E)-7,14-hexadecadieno-10,12-diinal, (7Z,14E)-7,14-hexadecadieno-10,12-diin-1-ol, diacetato de 5,7-pentadecadieno-9,11,13-triino-1,3-diilo y diacetato de 5,7,13-pentadecatrieno-9,11-diino-1,3-diilo reportados en C. macrocephala; Acetato de 2-cloro-4-[5-(1,3-pentadiinil)-2-tienil]-3-butin-1-ilo de C. cristata; 2-Decene-4,6-diino-1,10-diol de C. ruthenica y (6E,8E,14E)-6,8,14-Hexadecatrieno-10,12-diin-1-al y (5E,7E,13E)-5,7,13-pentadecatrieno-9,11-diinal de C. involucrata 

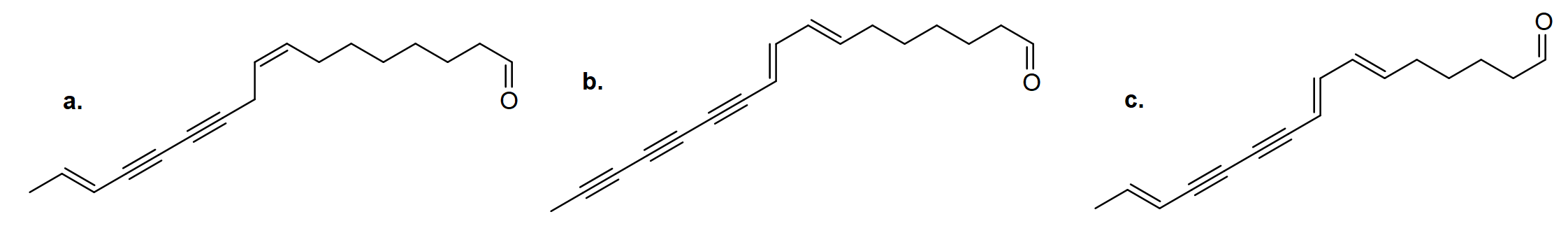
Aldehídos poliacetilénicos de especies de Centaurea:
a. (8Z,15E)-8,15-Heptadecadieno-11,13-diinal
b. 7,9-Heptadecadieno-11,13,15-triinal
c. (6E,8E,14E)-Hexadeca-6,8,14-trieno-10,12-diinal

### Sesquiterpenlactonas
Se han reportado en Centaurea, al igual que varias especies de Asteraceae, diversos compuestos sesquiterpénicos del tipo lactona. 
Bisabolenos: 3,7,10-Bisabolatrieno-2,9-diona y 2,7(14),10-Bisabolatrieno-4,9-diona de C. calcitrapa 

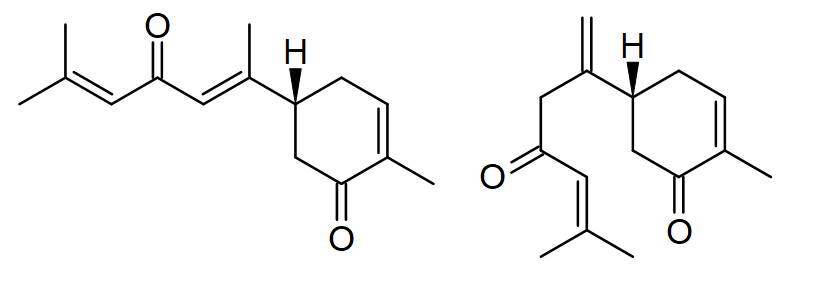
Bisabolenos de Centaurea

Elemanos: Se han reportado (6α,8α,11βH)-1,3-elemadien-12,6-ólidios y ácidos 1,3,11(13)-elematrien-12-oicos. Lactonas y sus ésteres tipo melitensina de C. melitensis, C. paui y C. aspera 

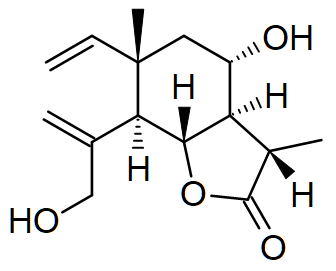
Melitensina

Eudesmanos: Se han reportado eudesmanos no lactónicos como el 1,4,6,15-eudesmanetetrol, ácido 4(15),11(13)-eudesmadien-12-oico, ácido 1,4(15),11(13)-eudesmatrien-12-oico y 11(13)-eudesmen-12-oato de metilo (Por ejemplo la aticina de C. attica ). Las lactonas de eudesmano reportadas han sido: 11(13)-eudesmeno-12,6-ólido (el principal caso, sobre todo los derivados de Malacitanólido de C. malacitana ). También se han reportado los derivados de 11(13)-eudesmeno-12,6:15,1-diólido y 4(15),11(13)-eudesmadien-12,6-ólido. 
|                |         |
| Malacitanólido | Aticina |

Germacrananos: Se han reportado germecranólidos de los siguientes tipos: 1(10),11(13)-germacradien-12,6-ólido; 
1(10),4,11(13)-germacratrien-12,6-ólido (el ejemplo más representativo son los ésteres del salonitenólido y la cnicina propios de las especies C. calcitrapa, pullata, amara, glomerata, aspera, seridis, salonitana, paui y sphaerocephala  otros casos son 1(10),11(13)-germacradien-12,6-ólido y 4,10(14),11(13)-germacratrien-12,6-ólido.
|                |                |         |
| Salonitanólido | Estenofilólido | Cnicina |

Guayanólidos:
Las sesquiterpenlactonas del guayano más comunes reportadas en especies de Centaurea son: 10(14)-guayen-12,6-ólido, 4(15),10(14)-guayadien-12,6-ólido (el ejemplo más representativo son los ésteres de la sinaicina de C. sinaica y C. omphalotricha, 4(15),10(14),11(13)-guayatrien-12,6-ólido (como el caso de las cebelinas A y B de C. glastifolia, 10(14),11(13)-guayadien-12,6-ólido (como las liniclorinas A - C de C. linifolia  Otros casos son el 4(15),10(14)-guayadien-12,6-ólido y el 4(15),10(14),11(13)-guayatrien-12,6-ólido<Wang, Y. et al, Helv. Chim. Acta, 1991, 74, 117-123</ref>
|           |           |              |
| Cebelinas | Sinaicina | Liniclorinas |

Centaureólidos:
Los Centaureólidos A - B fueron reportados en C. pungens 
Otros compuestos relacionados son las clementeínas de C. clementei  y la dianina de C. scoparia 
|               |              |         |
| Centaurólidos | Clementeínas | Dianina |

### Alcaloides
Se han reportado alcaloides derivados de la 3-hidroxitriptamina (amidas fenilpropanoides) tales como la montanina de C. montana, la moschamina de C. moschata y la centciamina de C. cyanus 
|            |             |           |
| Moschamina | Centciamina | Montanina |

## Taxonomía
El género fue creado por Carlos Linneo y publicado en Genera Plantarum, Ed. 1, n.º 671, p. 263, 1737 como Centauria, cambiándolo por Centaurea en Hortus Cliffortianus, p. 420-424, 1738 y finalmente validándolo él mismo en Species Plantarum, vol. 2, p. 909, 1753 y ampliando y detallando su diagnosis en Genera Plantarum, Ed. 5, n.º 880, p. 389, 1754.
Etimología
- Centaurea: nombre genérico que procede del griego Κένταυρος, centaurēus, -a, -um en latín, «propio del Centauro», vocablo que designaba unos seres mitológicos de las montañas de Tesalia, mitad hombre y mitad caballo, entre los que sobresalía Quirón, médico y preceptor de muchos héroes mitológicos, como Hércules, pues según cuenta Plinio el Viejo, Historia Naturalis, 25, 66: “Se dice que Quirón se curó con la ‘centaura’ cuando cayó sobre su pie una flecha al manejar las armas de Hércules, por lo cual algunos la llaman «planta de Quirón»”.[nota 1][4] O sea, y en definitiva, «la planta que usó el Centauro Quirón para curarse una herida». También en Virgilio en las Georgicas (4,270) como centaurēum, -i,y, mucho más tarde, en Isidorus Hispalensis (17, 9, 33), como centauria, -ae.[43]

## Sinónimos
- Acosta Adans., 1763
- ×Acostitrapa Rauschert, 1972
- Acrocentron Cass., 1826
- Acrolophus Cass., 1827
- Aegialophila Boiss. & Heldr., 1849
- Aetheopappus Cass., 1827
- Alophium Cass., 1829
- Ammocyanus (Boiss.) Dostál, 1973
- Antaurea Neck., 1790
- Bielzia Schur, 1866
- Calcitrapa Haller, 1742
- Calcitrapa Heist. ex Fabr., 1759
- Calcitrapa, Hill, 1752
- Calcitrapoides Fabr., 1753
- Calcitrapoides Vaill., 1754
- Carbeni Adans., 1763
- Cardosanctus Bubani, 1899
- Chartolepis Cass., 1826
- Cheirolepis Boiss., 1849
- Chrysopappus Takht., 1938
- Cistrum Hill, 1762
- Cnicus L., 1753 p.p. nom. cons.
- ×Colymbacosta Rauschert, 1972
- Colymbada Hill, 1762
- ×Colycea Fern.Casas &Susanna, 1982
- Crepula Hill, 1762
- Crocodilium Vaill., 1754
- Cyanus Mill., 1754
- Cynaroides (Boiss. ex Walp.) Dostál, 1973
- Eremopappus Takht., 1945
- Erinacella Dostál, 1973
- Eriopha Hill, 1762
- Grossheimia Sosn. & Takht., 1945
- Heterolophus Cass., 1827
- Hierapicra Kuntze, 1891
- Hymenocentron Cass., 1826
- Hyalea (DC.) Jaub. & Spach, 1847
- Hymenocephalus Jaub. & Spach, 1847
- Jacea Haller f., 1768
- Jacea Mill., 1754
- Jacea Opiz, 1839
- Leucacantha Nieuwl. & Lunell, 1917
- Lopholoma Cass., 1826
- Melanoloma Cass., 1823
- Mesocentron Cass., 1826
- Microlonchus Cass., 1826
- Microlophus Cass., 1826
- Odontolophus Cass., 1827
- Pectinastrum Cass., 1826
- Phaeopappus (DC.) Boiss., 1846
- Phalacrachena Iljin, 1936
- Phalolepis Cass., 1827
- Philostizus Cass., 1826
- Piptoceras Cass., 1827
- Platylophus Cass., 1826
- Plectocephalus D.Don, 1830
- Psephellus Cass., 1826
- Pterolophus Cass., 1826
- Ptosimopappus Boiss., 1845
- Seridia Juss., 1779
- Sosnovskya Takht., 1936
- Spilacron Cass., 1827
- Stenolophus Cass., 1827
- Stephanochilus Coss. & Durieu ex Benth., 1873
- Stephanochilus Maire, 1935
- Tetramorphaea DC., 1833
- Tomanthea DC., 1837
- Tomanthea Coss., 1838
- Triplocentron Cass., 1826
- Verutina Cass., 1829
- Wagenitzia Dostál, 1973
- Xanthopsis K.Koch[44][5][45][46]

## Sudivisiones taxonómicas
Centaurea es un género taxonómicamente muy complejo debido, entre otras razones, al desmembramiento del taxón en una multitud de géneros sinónimos (unos 50) y a la cantidad inverosímil de taxones infragenéricos descritos (casi 4000, de los cuales más de 2000 son meros sinónimos y unos 700 quedan todavía sin resolver), principalmente debidos a una hibridación extremadamente frecuente, con morfótipos de transición y retrocruces hacía los parentales, que desembocó en un inextricable laberinto morfológico y, por ende, taxonómico.  
Hubo numerosos intentos de subdividir el género en subgéneros, secciones, etc., pero parece que ninguno haya sido convincente y llegue a algún consenso e, incluso, parece que exista una cierta competencia entre botánicos de un mismo país, rivalidad que no ayuda a esclarecer un problema ya de por sí especialmente confuso.

### Clasificación de Dostál en subgéneros (1976)

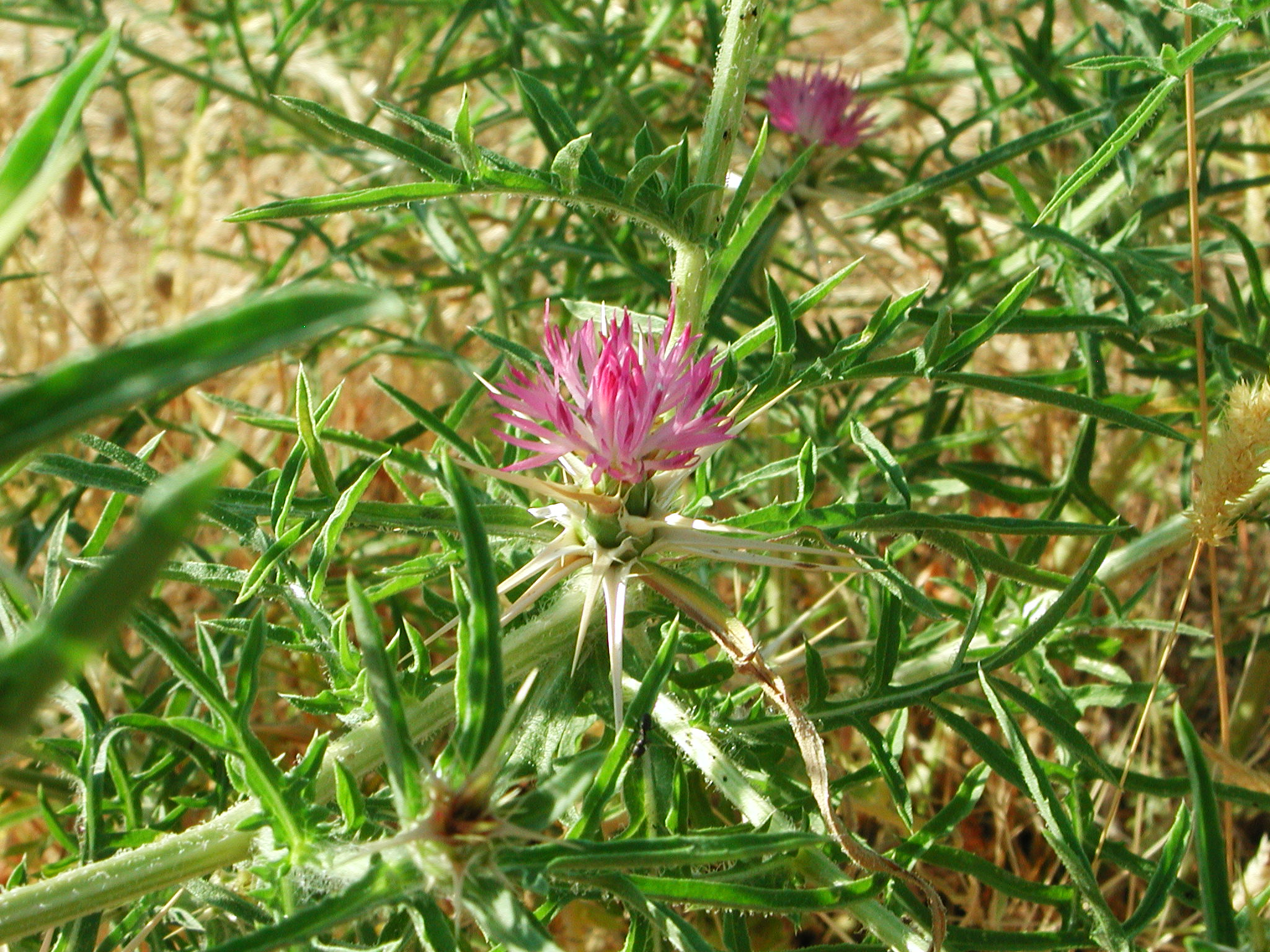
Centaurea calcitrapa

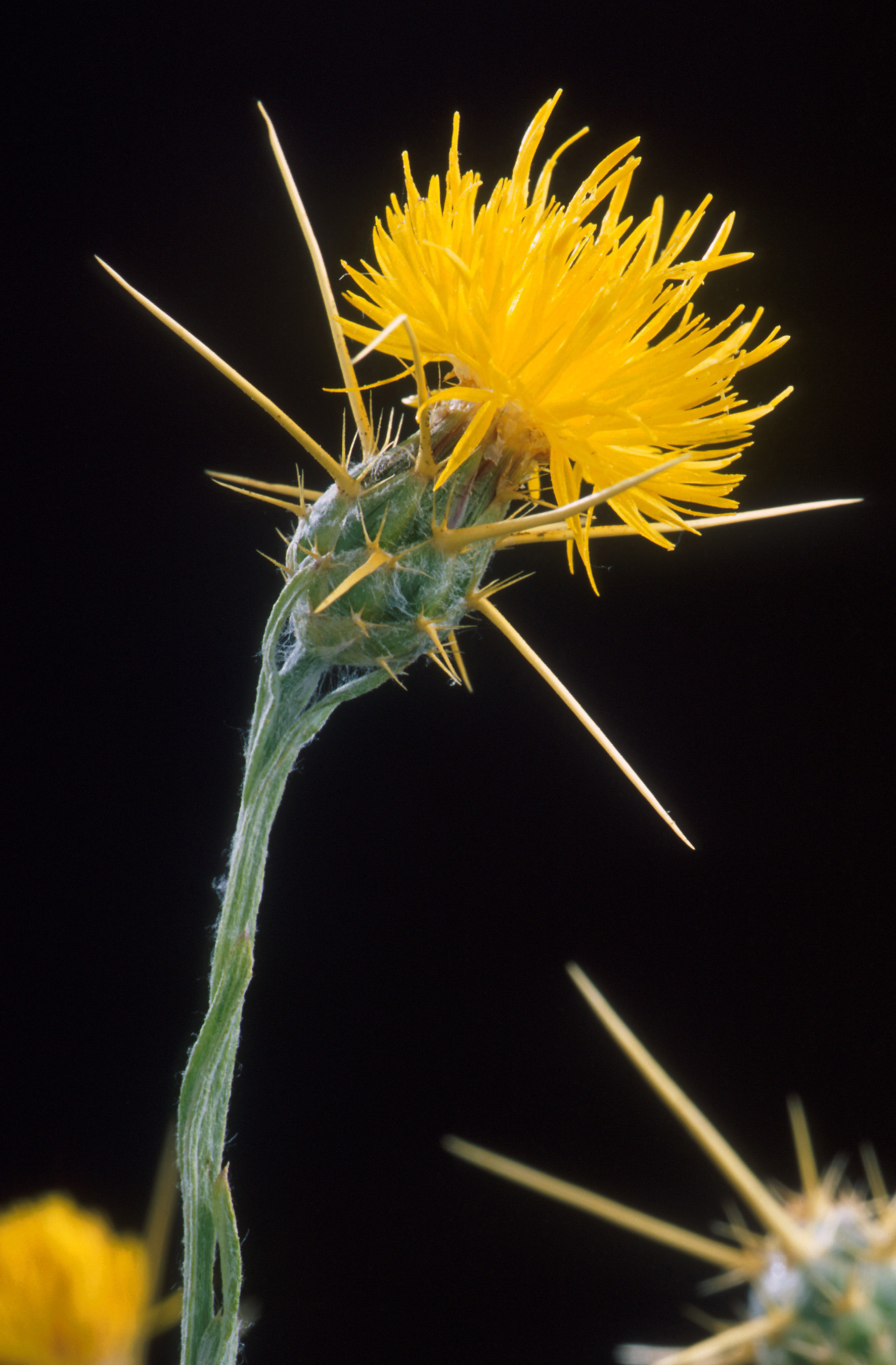
Centaurea solstitialis

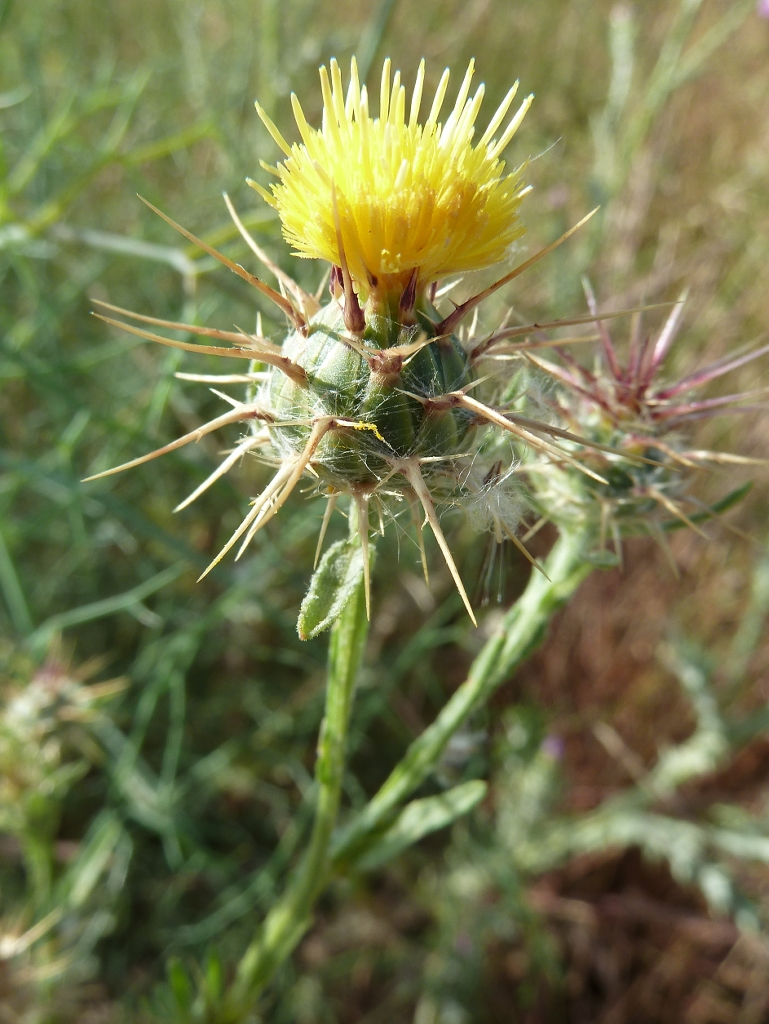
Centaurea melitensis

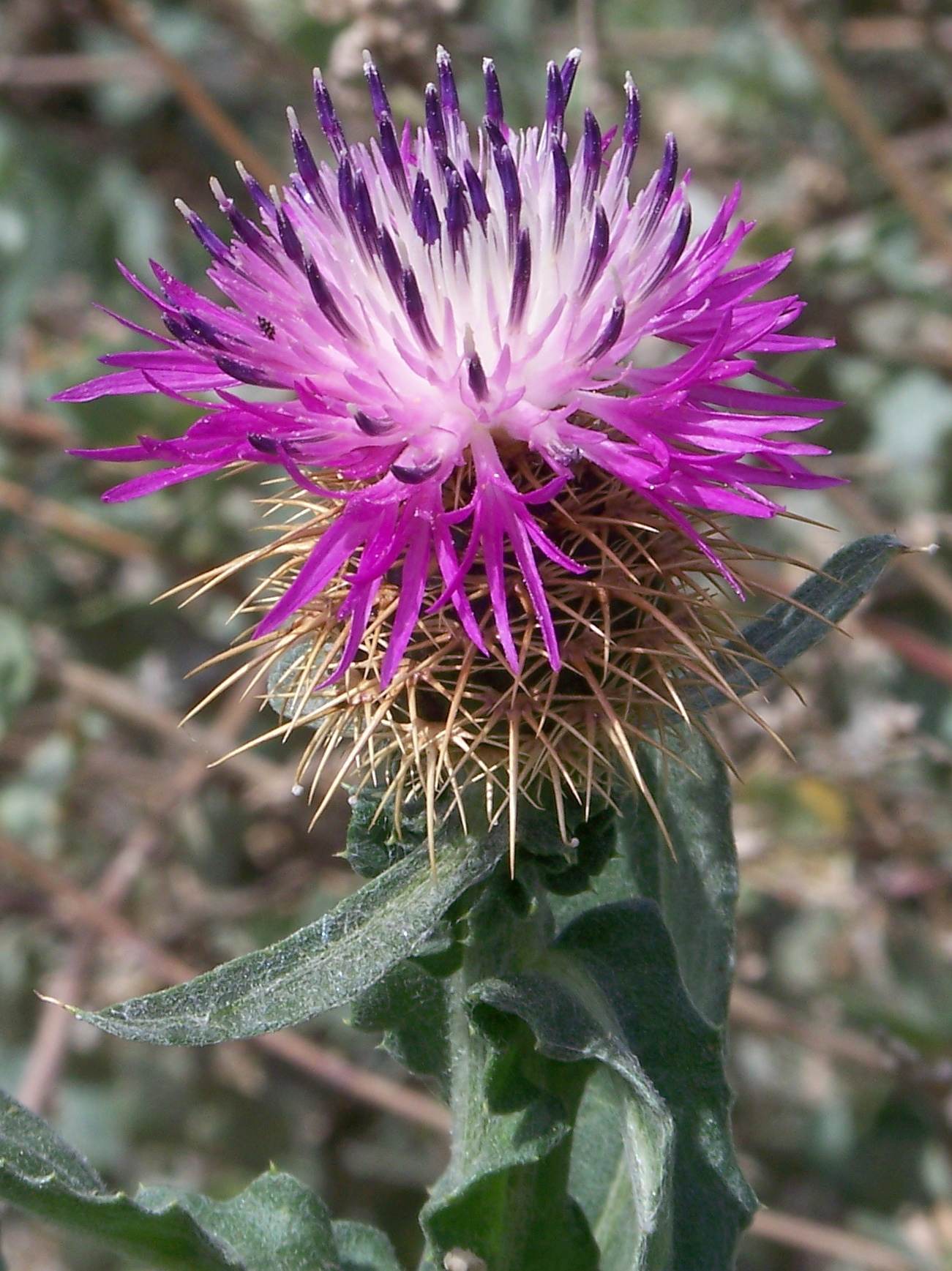
Centaurea seridis

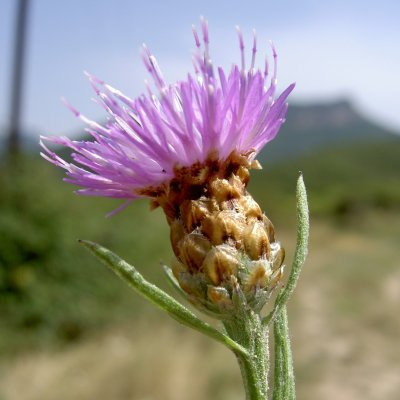
Centaurea jacea

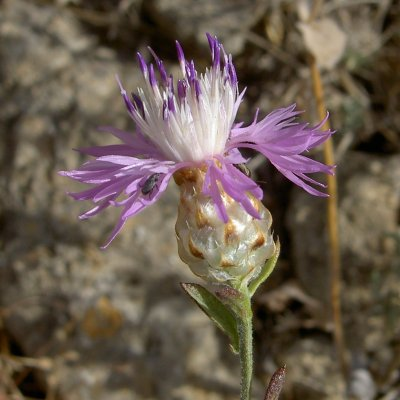
Centaurea alba

A título de mero ejemplo y recordatorio históricos, pues los estudios moleculares la han dejado totalmente desfasada, aquí se muestra la clasificación en subgéneros, con algunos ejemplos específicos, propuesta por Dostál (1976):
Centaurea Subgen.  Centaurea
Centaurea africana, etc.
Centaurea Subgen.  Lopholoma (Cass.) Dobrocz.
Centaurea cephalariifolia, Centaurea ornata, Centaurea saxicola, Centaurea scabiosa, etc.
Centaurea boissieri, Centaurea cineraria, Centaurea maculosa, Centaurea paniculata, etc.
Centaurea Subgen.  Cyanus (Mill.) Hayek
Centaurea cyanus, Centaurea montana, Centaurea triumfettii, etc.
Centaurea Subgen.  Calcitrapa (Heist. ex Fabr.) Hayek
Centaurea calcitrapa, Centaurea iberica
Centaurea Subgen.  Solstitiaria (Hill) Dobrocz.
Centaurea diluta, Centaurea eriophora, Centaurea melitensis. Centaurea solstitialis, etc.
Centaurea Subgen.  Seridia (Juss.) Czerep.
Centaurea aspera, Centaurea seridis, Centaurea sonchifolia, Centaurea sphaerocephala, etc.
Centaurea Subgen.  Phalolepis (Cass.) Dobrocz.
Centaurea alba, etc.
Centaurea Subgen.  Melanoloma (Cass.) Dostál
Centaurea pullata
Centaurea Subgen.  Jacea (Mill.) Hayek
Centaurea debeauxii, Centaurea dracunculifolia, Centaurea jacea, Centaurea nigra, Centaurea nigrescens,Centaurea phrygia,  Centaurea procumbens, Centaurea uniflora, Centaurea vinyalsii, etc.
Centaurea Subgen.  Psephellus (Cass.) Schmalh.
Centaurea dealbata, etc.
Centaurea Subgen.  Heterolophus (Cass.) Dostál
Centaurea marschalliana, Centaurea sibirica, etc.
Centaurea Subgen.  Cynaroides Dostál
Centaurea charrelli
Centaurea Subgen.  Microlophus (Cass.) Dostál
Centaurea thracica
Centaurea Subgen. Odontolophus (Cass.) Hayek
Centaurea trinervia, Centaurea saxatilis

### Clasificaciones recientes
A la vista de la extrema confusión que hoy día reina todavía en la taxonomía del género, y a pesar —o más bien, por causa— de los innumerables estudios moleculares de estas dos últimas décadas, es imposible sacar algo en claro de la literatura disponible y resumir de manera didáctica sus múltiples interpretaciones, sino es que las subdivisiones tradicionales basadas en los caracteres morfológicos no coinciden con ninguna de las derivadas de dichos estudios moleculares, lo que conduce inexorablemente a poner en duda el concepto mismo de especie. Todo un reto...

## Especies aceptadas

### Especies presentes en lapenínsula ibérica
- Centaurea alba L.
- Centaurea amblensis Graells
- Centaurea antennata Dufour
- Centaurea argecillensis Gredilla
- Centaurea aristata Hoffmanns. & Link
- Centaurea aspera L.
- Centaurea avilae Pau
- Centaurea barrasii Pau
- Centaurea beltrani (Pau) Blanca
- Centaurea benedicta (L.) L.
- Centaurea beturica E. López & Devesa
- Centaurea bofilliana Sennen ex Devesa & E. López
- Centaurea boissieri DC.
- Centaurea bombycina Boiss. ex DC.
- Centaurea borjae Valdés Berm. & Rivas Goday
- Centaurea calcitrapa L.
- Centaurea carratracensis Lange
- Centaurea castellanoides Talavera
- Centaurea cephalariifolia Willk.
- Centaurea citricolor Font Quer
- Centaurea clementei Boiss. ex DC.
- Centaurea collina L.
- Centaurea corcubionensis M. Laínz
- Centaurea cordubensis Font Quer
- Centaurea costae Willk.
- Centaurea crocata Franco
- Centaurea cyanus L.
- Centaurea debeauxii Godr. & Gren.
- Centaurea depressa M. Bieb.
- Centaurea diffusa Lam.
- Centaurea diluta Aiton
- Centaurea dracunculifolia Dufour
- Centaurea emigrantis Bubani
- Centaurea emporitana (Vayr. ex Sennen & Pau) Sennen
- Centaurea eriophora L.
- Centaurea exarata Boiss. ex Coss.
- Centaurea fabregatii Mateo & M.B. Crespo
- Centaurea gadorensis Blanca
- Centaurea gallaecica (M. Laínz) Arnelas & Devesa
- Centaurea genesii-lopezii Fern. Casas & Susanna
- Centaurea graminifolia (Lam.) Muñoz Rodr. & Devesa
- Centaurea granatensis DC.
- Centaurea haenseleri (Boiss.) Boiss. & Reut.
- Centaurea hanrii Jord.
- Centaurea hyalolepis Boiss.
- Centaurea hyssopifolia Vahl
- Centaurea involucrata Desf.
- Centaurea jacea L.
- Centaurea jaennensis Degen & Debeaux
- Centaurea janeri Graells
- Centaurea kunkelii N. García
- Centaurea lagascana Graells
- Centaurea lainzii Fern. Casas
- Centaurea langei Nyman
- Centaurea legionis-septimae Fern. Casas & Susanna
- Centaurea limbata Hoffmanns. & Link
- Centaurea linifolia L.
- Centaurea lusitanica Boiss. & Reut.
- Centaurea malacitana Boiss.
- Centaurea mariana Nyman
- Centaurea maroccana Ball
- Centaurea melitensis L.
- Centaurea molesworthiae E.López, Devesa & García Rojas
- Centaurea montana L.
- Centaurea monticola Boiss. ex DC.
- Centaurea nevadensis Boiss. & Reut.
- Centaurea nigra L.
- Centaurea occasus Fern. Casas
- Centaurea ornata Willd.
- Centaurea paniculata L.
- Centaurea paui Loscos ex Willk.
- Centaurea pectinata L.
- Centaurea pinnata Pau ex Vicioso
- Centaurea podospermifolia Loscos & J. Pardo
- Centaurea polyacantha Willd.
- Centaurea prolongoi Boiss. ex DC.
- Centaurea pullata L.
- Centaurea pulvinata (Blanca) Blanca
- Centaurea resupinata Coss.
- Centaurea rouyi Coincy
- Centaurea sagredoi Blanca
- Centaurea saxicola Lag.
- Centaurea saxifraga Coincy
- Centaurea schousboei Lange
- Centaurea seridis L.
- Centaurea sicula L.
- Centaurea solstitialis L.
- Centaurea sphaerocephala L.
- Centaurea stuessyi Arnelas, Devesa & E. López
- Centaurea sulphurea Willd.
- Centaurea susannae Invernón & Devesa
- Centaurea toletana Boiss. & Reut.
- Centaurea triumfetti All.
- Centaurea ultreia Silva Pando[4][51]

### Híbridos presentes en la península ibérica
- Centaurea seridis × Centaurea sphaerocephala[4]

## Citología
- Número básico de cromosomas: x = 7, 8, 9, 10, 11, 12, 13 y 15.[4]